# Татаринцев Віталій Григорович
Віталій Григорович Татаринцев (1904, місто Зима Іркутської губернії, тепер Іркутської області, Російська Федерація — 1976, місто Москва, тепер Російська Федерація) — радянський державний діяч, голова Івановського облвиконкому. Депутат Верховної ради РРФСР 2-го скликання. Депутат Верховної ради СРСР 3-го скликання.

## Біографія
Народився в родині робітника залізничної станції Зима. З 1917 року був учнем на залізничній станції Бочкарьово, потім працював підручним токаря залізничних майстерень у місті Красноярську.
У 1922 році закінчив Томський робітничий факультет.
Член РКП(б) з 1924 року.
У 1924 році вступив до Томського технологічного інституту, пізніше перевівся на навчання до Ленінградського електротехнічного інституту.
З 1930 року працював у Московському Всесоюзному електротехнічному інституті.
З 1939 року — в Комісії партійного контролю при ЦК ВКП(б).
У 1940—1942 роках — уповноважений Комісії партійного контролю при ЦК ВКП(б) по Харківській області.
У 1942—1944 роках — уповноважений Комісії партійного контролю при ЦК ВКП(б) по Івановській області.
У 1944—1946 роках — уповноважений Комісії партійного контролю при ЦК ВКП(б) по Узбецькій РСР.
У 1947—1948 роках — 2-й секретар Івановського обласного комітету ВКП(б).
У 1948 — січні 1951 року — голова виконавчого комітету Івановської обласної ради депутатів трудящих.
Подальша доля невідома.
Помер 1976 року в місті Москві.

## Нагороди
- орден Вітчизняної війни І ст. (1945)
- медаль «За доблесну працю у Великій Вітчизняній війні 1941—1945 рр.»
- медалі